# Умиљато око моје
Умиљато око моје је други албум Драгане Мирковић, издат је 1985. године. 
Овим албумом Драгана је прекинула сарадњу са Новицом Урошевићем. Поред насловне песме, издвојиле су се и „Чудан неки мали” и „Поред мене дочекаћеш стоту” а песма „Не враћам се старим љубавима” доживела је праву реинкарнацију тек након двадесет и нешто година, данас се може назвати и вечним хитом (Evergreen).

## Списак песама
1. Умиљато око моје 
(Н. Урошевић - Ј. Урошевић - Н. Николић - Т. Миљић)
2. Заљубила се девојчица 
(Н. Урошевић - Р. Стокић - Н. Николић)
3. Не враћам се старим љубавима 
(Н. Урошевић - Ј. Урошевић - Т. Миљић - Н. Николић)
4. Поведи ме 
(Н. Урошевић - Ј. Урошевић - Н. Николић)
5. Чудан неки мали 
(Н. Урошевић - Ј. Урошевић - Т. Миљић)
6. Поред мене дочекаћеш стоту 
(Н. Урошевић - Ј. Урошевић - Н. Николић)
7. Била сам наивна 
(Н. Урошевић)
8. Исплели смо венац љубави 
(Н. Урошевић - Ј. Урошевић - Т. Миљић - Н. Николић)